# Zeller Ache
Zeller Ache – rzeka w Austrii, w kraju związkowym Górna Austria. Wypływa z jeziora Irrsee. Uchodzi do jeziora Mondsee w gminie Mondsee. Długość rzeki wynosi 7,4 km, a spadek – 73 m. Powierzchnia dorzecza wynosi 38,3 km².
Zeller Ache jest drugim największym dopływem (po Fuschler Ache). Przepływ przy ujściu wynosi 1,31 m³/s.